# آگنیشکا ژولفسکا
آگنیشکا ژولفسکا (لهستانی: Agnieszka Żulewska؛ زادهٔ ۲۶ ژوئن ۱۹۸۷) بازیگر اهل لهستان است. وی دانش‌آموختهٔ مدرسه ملی فیلم ووچ است.
از فیلم‌ها یا مجموعه‌های تلویزیونی که وی در آن‌ها نقش داشته است، می‌توان به فرصت دوباره، بدون پنهان‌کاری، عشق پیچیده، سیل، اهریمن، قانون حقیقی، کورشده از نور، ۱۹۸۳، لجن‌زار، ع چون عشق، عشق اول، رنگ‌های خوشبختی، پدر متیو و در خیابان سپولنی اشاره نمود.